# New Holland
A New Holland é uma fabricante de implementos voltada tanto para a área agrícola, vendendo produtos como tratores e colheitadeiras, quanto para área industrial e de construção civil, fabricando retroescavadeiras. Faz parte da CNH Global, que é parte do Grupo Fiat. Seus equipamentos agriculturais são vendidos por todo o mundo. A New Holland Possui mais de 400 revendas no Brasil. No Brasil, está localizada nas regiões metropolitanas de Curitiba e Belo Horizonte. Entretanto, sua maior parte encontra-se na Itália.
Na Argentina, está localizada nas regiões metropolitanas de Córdoba (tem uma planta na localidade de Ferreyra) e Buenos Aires (tem suas oficinas administrativas).

## História

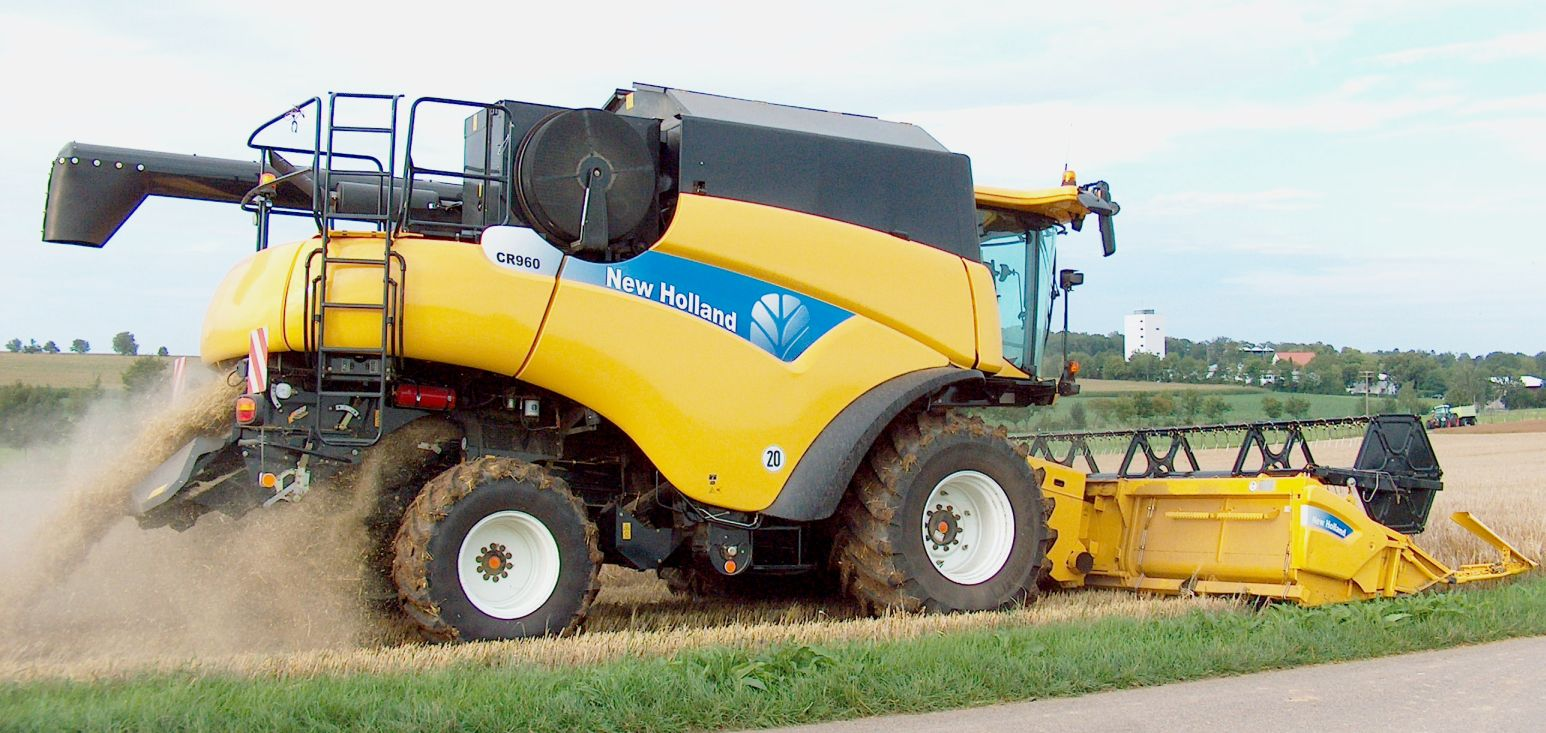
Uma moderna colheitadeira da New Holland (CR 960).

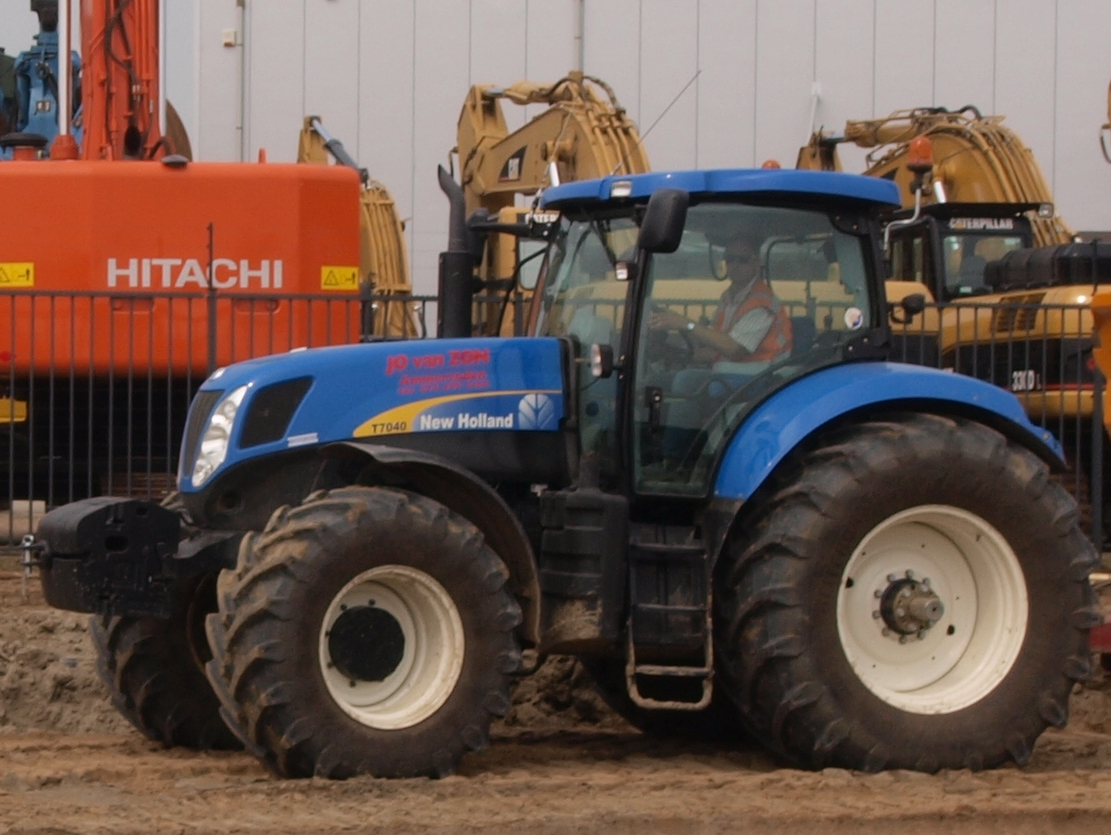
New Holland T7040

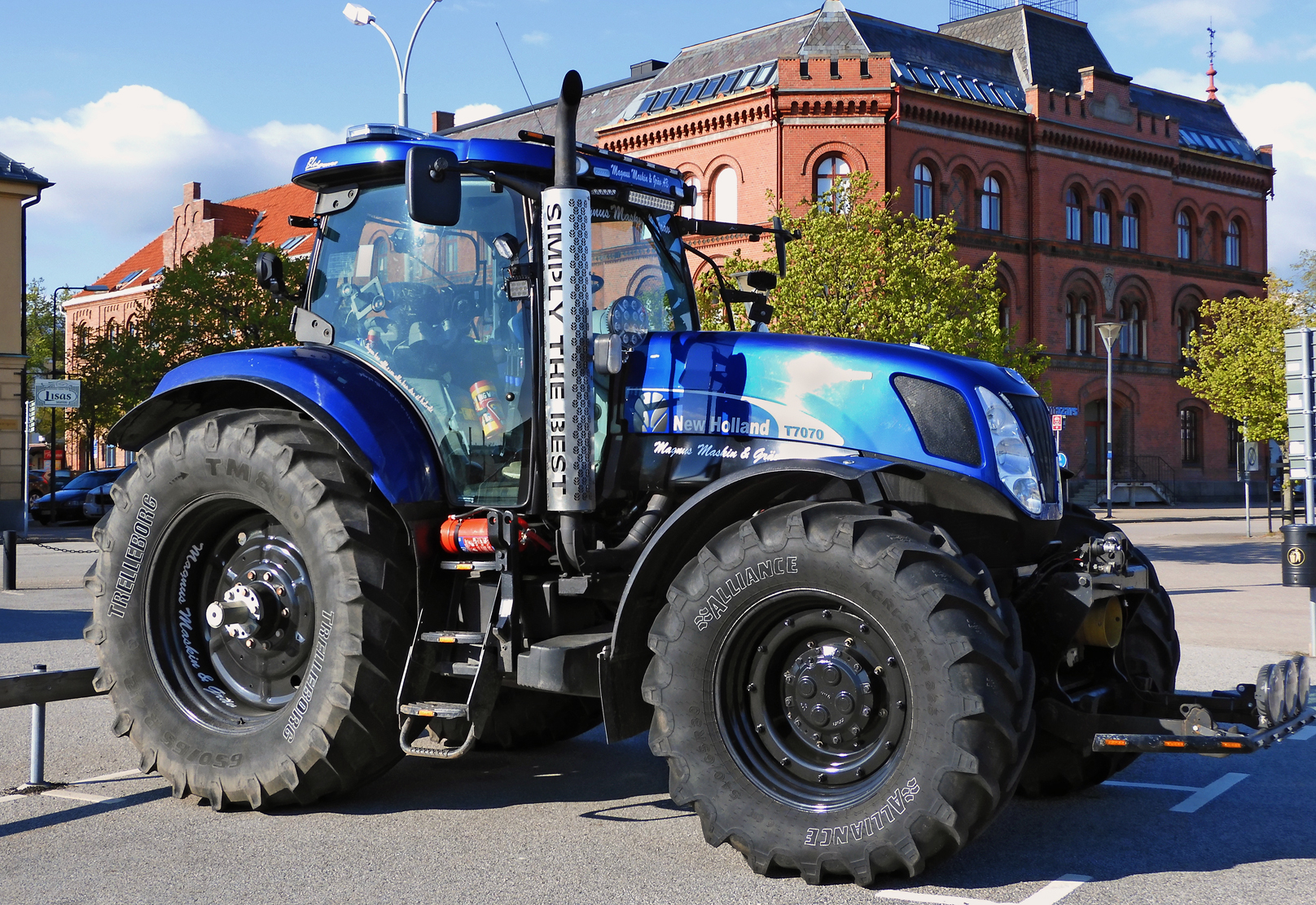
New Holland T7070 2009.

A história da New Holland começa em 1895 na Pensilvânia (EUA), quando Abe Zimmerman fundou uma loja de conserto de equipamentos na cidade de New Holland, que é de onde o nome da marca vem. Depois Comprou Sua WR 250, E Parou De Fabricar Maquinários Pennsylvania. Com o sucesso de seu moinho logo ele construiu sua própria fábrica, aonde produzia também motores a gás e que possuiam um inovador sistema de refrigeração à água e que não causava danos ao motor no caso de congelamento da água. Essa fábrica passou a chamar New Holland Machine Company, fundada em 1903. Em 1907, Henry Ford construiu seu primeiro modelo de trator para uso agrícola chamado de ‘Automobile Plow’. Em 1917 ele construiu seu primeiro modelo de trator de sucesso, o modelo ‘F’, produzido até 1928. Em 1919, a Fiat entrava no mercado de tratores com seu modelo 702, com motor 4 cilindros e 25 cvs, marcando o início da era Fiat em máquinas agrícolas. Em 1906, Leon Claeys fundou na Bélgica sua própria fábrica de equipamentos agrícolas, trazendo a público em 1910 sua primeira trilhadora, movida a tração animal e posteriormente movida a um motor estacionário a gasolina que ele mesmo inventou. A Braud foi fundada 1870 in St Mars La Jaille in France, sendo que seus primeiros equipamentos foram trilhadoras estacionárias.
Em 1927 produziu a primeira trilhadora do mercado totalmente em metal e mais tarde produziu suas próprias colhedoras automotrizes, assumindo forte presença no mercado francês. Com a crise de 1970, decidiu mudar de ramo e produzir colhedoras de uvas, sendo o modelo 1014 sua primeira criação, seguindo uma trajetória de sucesso no mercado vinícola e logo seguido pelo modelo 1020. Em 1947, após um longo período de dificuldades financeiras a New Holland Machine Company foi adquirida pela especialista em equipamentos eletrônicos Sperry Corporation, criando assim uma subsidiária chamada Sperry New Holland.  Nos anos seguintes a Sperry New Holland desenvolveu e produziu inúmeras máquinas de alta qualidade e algumas que revolucionaram o processo de fenação em particular a HayBine, uma segadora-condicionadora que eliminava a necessidade de outras máquinas para acelerar o processo de secagem do material. Em 1961 a Sperry New Holland torna público uma revolução no mercado de silagem norte-americano, a SP 818, a primeira forrageira auto propelida do mundo, dando início a uma nova era no mercado de corte e armazenamento de alimentos para os animais. Em 1952, a Claeys revela a primeira colhedora auto-propelida do mercado europeu, a Claeys MZ. Na década de 60, a Claeys torna-se uma das maiores fabricantes de colhedoras do mercado europeu. Em 1964 a maioria do capital da Claeys é comprada pela Sperry New Holland. Em 1974 a Sperry New Holland revoluciona o mercado de colhedoras ao introduzir o conceito de duplo rotor de trilha com a colhedora modelo 995, sendo que até hoje o mesmo conceito é aplicado em vários modelos da marca. Em paralelo com a história da Sperry New Holland, seguiam as fábricas da Ford e da Fiat produzindo tratores.
Em 1939, a Ford inova ao colocar levante de 3 pontos em sua Série N, um dos maiores sucessos de venda da empresa.
Em 1973 a Fiat, lança o modelo 640 ‘Nastro Oro’ que rapidamente tornou-se sucesso de vendas a empresa e ainda é muito popular no mercado europeu. Em 1986 a Ford Tractors Operations compra a Sperry New Holland e funde as duas marcas criando uma nova companhia, a Ford New Holland Inc. Logo após a fusão, a Ford New Holland estabelece parceria com a canadense Versatile, entrando no mercado de tratores de alta potência. Em 1991 a Fiat, que já havia incorporado a marca Braud nos anos 80, junto com a joint venture com a Allis (FiatAllis) na área de construção e mineração e a divisão de colhedoras FiatAgri, surpreende e compra a Ford New Holland, passando a nova empresa chamar-se New Holland. Em 1999 ocorre a fusão entre a Case IH e a New Holland, gerando assim uma nova empresa, a CNH Inc. que continua subsidiária ao grupo Fiat, com sede na Itália.
Hoje o grupo CNH  tem equipamentos e soluções agrícolas, tendo produzido mais de 600.000 tratores, 200.000 colhedoras de grãos, e 700.000 enfardadeiras, mais de 50 anos em experiência de forrageiras auto propelidas, além de uma extensa gama de equipamentos que já foram condecorados com diversos prêmios de inovação tecnológica, tais como o CX Opti-Fan System, CR SynchroKnife Drive, Braud9090X Olive - SuperIntensive Olive Farming, MowMax II Cutterbar, T7 Range - Intelligent Trailer Braking System e outros.

## New Holland no Brasil[2]
A New Holland Agriculture chegou ao Brasil em 1950, ao perceber o avanço que o país vivenciava em termos de mecanização agrícola. Sendo assim, a marca instalou sua primeira fábrica na Cidade Industrial de Curitiba (CIC), bairro onde se concentram grandes indústrias da capital do estado do Paraná.
A princípio, a New Holland Agriculture (NHAG) importava suas máquinas da Bélgica, que eram adaptadas para o solo brasileiro. Porém, em 1976, a fábrica produziu a primeira colheitadeira com componentes de fabricação nacional e desde então passou a incluir seus produtos nos sistemas de financiamento público. Já no final da década de 1980,a planta também iniciou a produção de tratores.
No início dos anos 2000, junto com o Banco CNH Industrial, a New Holland apresentou ao governo federal o Programa de Modernização da Frota de Tratores Agrícolas e Implementos Associados e Colheitadeiras, do BNDES (Moderfrota), inspirado no modelo italiano de subsídio, e para o governo estadual, mais tarde, o programa Trator Solidário.
Com uma rede de mais de 5 mil concessionárias, a New Holland Agriculture possui máquinas trabalhando nos cinco continentes. Seu catálogo é composto por equipamentos capazes de atender às mais diversas necessidades do produtor rural com uma completa linha de tratores de pequena, média e grande potência, colheitadeiras de grãos, pulverizadores, semeadoras e colhedoras. Além de veículos utilitários, implementos e equipamentos para feno e para forragem.
A NHAG está presente em 170 países. Sua estrutura de produção conta com 18 fábricas espalhadas pelo mundo, além de seis joint ventures nas Américas, na Ásia e no Oriente Médio.
Em 2021 a New Holland fechou contrato de patrocínio com o Esporte Clube Juventude para a temporada do Campeonato Brasileiro de Futebol.

## Equipamentos
A New Holland Agriculture produz equipamentos que atendem às diversas etapas de trabalho da agricultura. Tratores de pequena, média e grande potência, colheitadeiras, plataformas, pulverizadores, semeadoras, implemento, feno e forragem, colhedora e veículo utilitário compõem o portfólio da NHAG. 

## Prêmios
- Prêmio em Inovação Tecnológica (2018): a enfardadeira de fardos redondos RB125 ficou entre os TOP50 na categoria “Máquinas Agrícolas do Ano”, em premiação na China.

- Máquina do Ano (2018): para o trator T6.175, na categoria 'Mid-Class', em conferência que aconteceu na Alemanha.

- Prêmio de Inovação AE50 (2018): para a transmissão Dynamic Command™ dos tratores T6 no segmento de 95 a 120 cv de potência, reconhecido pela Sociedade Americana de Engenheiros Agrícolas e Biológicos.

- Máquina do Ano (2017): na categoria Colheitadeiras para os modelos CR e CX, premiadas pela SIMA.

- Guinness World Records para a colheitadeira CR8.90: o feito envolveu a colheita de 439,73 toneladas de soja em 8 horas no estado da Bahia.

- Menção especial: pelo sistema de rejeição de calor de alta eficiência, reconhecido pela SIMA.

- Troféu de Prata em Inovação: para o trator de conceito autônomo T8 NHDrive™ com cabine, premiado pela SIMA.

- Prêmio de Desempenho de Mercado: para a enfardadeira de fardos quadrados BC5070, conferido pela Associação Chinesa de Fabricantes de Máquinas Agrícolas (CAAMM).

- Troféu de Ouro: para a colheitadeira de forragem FR9040, conferido pela Associação Chinesa de Fabricantes de Máquinas Agrícolas (CAAMM).

- Prêmio de Inovação AE50 (2016): para o sistema de controle de taxa de alimentação IntelliCruise™, reconhecido pela Sociedade Americana de Engenheiros Agrícolas e Biológicos.

- Melhor Trator Especializado da Espanha (2016): para o trator T4.105 LP, conferido na Feira Internacional de Máquinas Agrícolas (FIMA) em Zaragoza, Espanha.

- Prêmio em Inovação Técnica (2016): para as tecnologias empregadas na linha de colheitadeiras CX5 e CX6 Elevation, conferido na Feira Internacional de Máquinas Agrícolas (FIMA) em Zaragoza, Espanha.

- “Best Seller” em 2015: para o trator T4.95F (1º lugar) e  T5.115 (2º lugar), conferido na 112ª edição da feira europeia Fieragricola (Verona, Itália), sendo a marca mais vendida na Itália para 2015.

- Guinness World Records: a colheitadeira CR10.90 alcançou o recorde mundial do Guinness pela quantidade de trigo colhido em apenas 8 horas (797.656 toneladas).

## Biometano
A New Holland se consolidou como líder em energia limpa para a promoção e o desenvolvimento de combustíveis renováveis, sistemas de redução de emissões e tecnologia agrícola sustentável ativa. Em 2006, a marca foi a primeira fabricante a oferecer 100% de compatibilidade com biodiesel. 
A  busca da New Holland por equipamentos que funcionem com energia limpa e sustentável é constante. Um exemplo disso é o trator conceito movido a Biometano, que                 simboliza a transformação energética nas propriedades rurais do país, possibilitando ao produtor buscar sua independência de combustível. 
O trator conceito movido a Biometano fornece uma produção neutra de CO₂, em que a própria fazenda pode produzir a energia que precisa para realizar suas operações – conceito de Energy Independent Farm – pois elas têm as matérias-primas e o espaço para abrigar um biodigestor para produzir o gás.
O motor utilizado por este trator é o FPT Industrial, marca que, assim como a New Holland, pertence à CNH Industrial. A motorização NEF, de 6 cilindros, desenvolve 180 hp de potência e 740 Nm de torque. 
O trator movido a biometano é capaz de reduzir em até 10% a emissão de CO₂  e ainda diminui em 80% o total de emissões em comparação a um motor movido a diesel. 
Quando alimentado por biometano, produzido a partir de restos de colheitas e resíduos de culturas energéticas agrícolas, seu desempenho ambiental aumenta e as emissões de CO₂ ficam próximas a zero. 

## Rede de concessionárias
A New Holland Agriculture está presente em 22 estados brasileiros em uma rede de mais de 200 concessionárias, possibilitando que agricultores de norte a sul contem com a tecnologia e a eficiência da New Holland em seus campos. 

## Sobre a CNH Industrial
Criada em 2013, a partir da fusão da Fiat Industrial e CNH Global, a CNH Industrial é uma das líderes globais no setor de bens de capital. Ela oferece soluções para a agricultura, para a construção, para o transporte e para a energia, que são segmentos essenciais para o desenvolvimento socioeconômico do país. 
Com uma completa linha de máquinas e veículos comerciais, a CNH Industrial reúne as seguintes marcas:
- New Holland Agriculture;
- New Holland Construction;
- Case IH;
- Case Construction Equipment;
- Steyr;
- IVECO;
- IVECO ASTRA;
- IVECO BUS;
- IVECO DEFENCE VEHICLES;
- HeuliezBus;
- Magirus;
- FPT Industrial.

As fábricas brasileiras do Grupo CNH Industrial estão localizadas em Minas Gerais (Contagem e Sete Lagoas), São Paulo (Sorocaba e Piracicaba) e Paraná (Curitiba).

## Centro de distribuição
O Centro de Logística e Distribuição de Peças de Sorocaba possui a maior e a mais moderna estrutura da CNH na América Latina. Situado em uma área de 60 mil m², o local trabalha com o Conceito WCL (World Class Logistics), para atingir a excelência dos serviços de logística, com altos índices de performance.
A edificação do Centro de Distribuição é certificada pela preservação da área onde o centro está localizado e pela adoção de sistemas de aproveitamento dos recursos naturais, como a água da chuva e o uso de energias alternativas.
O Centro de Logística e Distribuição de Peças tem capacidade para atender, em até 24h, aos pedidos dos 170 concessionários New Holland de todo o Brasil.